# Partido Socialista Unificado de Andalucía
Partido Socialista Unificado de Andalucía (PSUA) fou un partit comunista i independentista andalús creat el 1978 per Antonio Medina, amb militants procedents de les joventuts comunistes del PCE d'Andalusia. Inicialment tenien la intenció de formar un partit comunista andalús a l'estil del PSUC. El partit va durar poc i tant el seu fundador com la majoria dels militants es passaren al Frente de Liberación de Andalucía (FLA).